# Lori muntanyenc petit
El lori muntanyenc petit (Neopsittacus pullicauda) és una espècie d'ocell de la família dels psitàcids que habita els boscos de muntanya de Nova Guinea.